# 토모요 애프터 ~It's a Wonderful Life~
《토모요 애프터 ~It's a Wonderful Life~》(智代アフター-)는 Key사에서 제작한 연애 어드벤처 게임이다.

## 개요
《토모요 애프터》는 2005년 11월 25일에 DVD-ROM 전용으로 발매되었으며, 주인공 음성을 제외한 풀 보이스 게임이다. 전 작품인 《클라나드》의 외전 스토리이며, 클라나드의 히로인중 한명인 '사카가미 토모요'의 후일담 형식으로 만들어진 게임이다. 현재는 삭제되어 있으나, '본 작품은 클라나드와는 다른 작품으로, 등장 인물이나 세계관 등 모든 유사점이 서로 관련되어 있지 않은 별개의 작품입니다'라는 문구가 공식 홈페이지에 존재하였으며, 현재까지도 캐릭터 설명에서 성을 제외한 이름만을 표기하고 있다.
2007년 1월 25일. PS2용으로 출시되었다. PS2용에선 시나리오 비주얼이 1.5배로 늘어나 윈도판의 비판이 컸던 부분들도 개선되었다.

## 등장인물

### 본편 등장인물
토모야 (朋也)
성우 : 나카무라 유이치 (PSP판)
사회인 1년차로, 졸업 후에 폐품상에 취직. 아파트에서 독신생활. 토모요와 사귀고 있다.
토모요 (智代)
성우 : 잇시키 히카루
본작의 히로인이며, 토모야의 연인으로 타카후미의 누나. 불량학생들의 전설이 될 만큼 강하지만, 토모야와 사귀기 시작한 후부터 성격은 누그러졌다. 어린아이를 좋아하고, 토모야를 매우 사랑하고 있다.
타카후미 (鷹文)
성우 : 스즈모리 치사토 (원작 PC 게임) / 스즈키 케이코 (PS2 CS Edition)
토모요의 남동생. 컴퓨터를 잘 다룸. 토모야의 아파트에 자주 드나들다가, 토모야의 집에 PC를 설치하고 나서 아파트에 눌러 앉는다.
카나코 (河南子)
성우 : 스즈모리 치사토 (원작 PC 게임) / 스즈키 케이코 (PS2 CS Edition)
타카후미의 옛 여자친구. 입이 험하다. 학교에서는 자신의 농담이 대 호평이라고 하지만, 본편에서는 농담으로 등장인물을 웃긴 적이 없다. 아이스크림이 좋아하는데, 아이스주나 빠삐코를 특히 좋아하는 것 같다.
토모 (とも)
성우 : 사사키 아카리
토모요, 타카후미의 아버지의 사생아로 유치원생. 어머니에게 버려져 토모야의 아파트에서 살게 된다. 순진무구, 뭐든지 믿어 버리는 귀여운 일면을 가지고 있어 특히 토모요에 몹시 귀여움을 받는다.
미시마 유코 (三島 有子)
성우 : 아사키 소요
토모의 어머니. 정신박약. 토모를 버리고 떠난다.
나오유키 (直幸)
성우 : 타니 슌스케
토모야의 부친. 토모야와의 관계가 어색하다.
스노하라 요헤이 (春原 陽平)
성우 : 사카구치 다이스케
토모야의 악우. CG한장 없고, 목소리도 PS2판에만 한마디 등장할 뿐이지만, 그 한마디는 토모야와의 우정의 힘을 상징하는 것이다. 미디어 믹스(PS2판) 캐스트로부터 인계된 캐스팅.

## 던전 앤 타카후미
'토모요 애프터' 시나리오를 클리어하면 《DUNGEONS & TAKAFUMIS》라는 롤플레잉 게임을 플레이할 수 있다. 본게임보다 플레이 시간이 더 오래걸려 덤으로서는 최대의 규모라 불리고 있다. 이 게임은 PS2판에도 포함되어 있지만 윈도용보다는 조작성이 떨어진다고 한다.

## 같이 보기
- Key
- 클라나드